# Mijo Stuparić
Mijo Stuparić (Vidrenjak, Općina Velika Ludina, 28. rujna 1881. – 17. prosinca 1956.) bio je hrvatski pjesnik, seljak i pučki tribun. 

## Životopis
Rođen je 28. rujna 1881. u Vidrenjaku. 
Sklonost pjesništvu iskazao je još kao dječak. Već kao četrnaestogodišnjaku Hrvatski narod objavljuje njegovu prvu pjesmu U spomen Anti Starčeviću. Godine 1910. na vlastiti trošak tiska prvu zbirku stihova. Nakon Prvoga svjetskoga rata i stvaranja Kraljevine Jugoslavije, Stuparić pristupa HSS-u i postaje istaknuto ime u političkom i književnom životu Hrvatske. Razvija se u vrsna govornika, visokomoralnog političara, ali i u priznatog književnika, tzv. seljačke, odnosno socijalne orijentacije. Godine 1922. neka ga glasila[tko?] nazivaju najvećim hrvatskim seljačkim pjesnikom. Iduće godine objavljuje ep Matija Gubec (Slavenska knjižara, Zagreb), a 1927. Seljačka sloga izdaje njegovo djelo Izabrane pjesme. Koliko je bio cijenjen u moslavačkome kraju govori činjenica da je tri puta, 1923., 1927. i 1935., bio izabran za narodnoga zastupnika u državni parlament. Usporedno s političkim radom nastavlja se baviti književnim stvaralaštvom. Godine 1937. Nikola Bačić uvrštava Stuparića u Antologiju nove hrvatske kajkavske lirike. Okušava se i kao prozaik. U nakladi Slavenske knjižare objavljuje 1937. Joco Udmanić, a 1939. Hrvatsko književno društvo svetog Jeronima predstavlja Stuparićevu zbirku pripovijedaka Ispod Garićke planine. Umro je zaboravljen i politički proskribiran, u rodnom selu, 17. prosinca 1956.
S četrnaest i pol godina objavljuje prvu pjesmu U spomen Anti Starčeviću (Hrvatski narod, 1896;5(6), 15.3.1896.). Imao je dvadeset godina kada mu je umro otac pa je teret gospodarstva pao na njegova leđa, ali se nije odrekao pisanja.
Nakon Drugoga svjetskog rata polako i namjerno pada u zaborav. Ponovno vodi blago na pašu, zapisuje poneku pjesmu, druži se sa seljacima i ostaje vjeran Radićevu pokretu, ukazujući na propuste i nepravde prema seljacima. Dan prije smrti (17. prosinca 1956.) sažeo je u pjesmi Moje srce - svoj život.
U političkom smislu u novoosnovanoj Kraljevini SHS, kasnije Jugoslaviji, Moslavina nepokolebljivo stoji uz HSS, unatoč zabranama okupljanja, kako je bilo i sa skupštinom sazvanom na Uskrsni ponedjeljak 5. travnja 1920. godine u Velikoj Ludini. Bez obzira na zabranu i kišni dan, okupila je 2000 svjesnih Moslavčana. 
Izvješće kazuje da se priključila i općina Križ s trobojnicom i pjevanjem narodnih pjesama. Skup je kratkim, ali biranim govorom otvorio domaći seljak, pjesnik Mijo Stuparić iz Vidrenjaka. Zatim je u poduljem govoru dr. Juraj Krnjević, rodom iz Ivanić-Grada, naglasio važnost izbora, te najavio veliki pokret za čovječansku pravednost u cijelom svijetu. Nakon njega, kako izvorno piše, govori neumorni i neustrašivi pristaša Filip Lakoša iz općine Vojni Križ (ispravno Lakuša, nap. aut.)koji autor?. I zaredali su izbori, na onima u kojima je sudjelovao Mijo Stuparić nadmašno je pobjeđivao. 
Kao nositelj liste, Mijo Stuparić 1923. od ukupnog broja 4.952 glasa u kutinskom izbornom kotaru dobiva 4.408, odnosno u Ludini 701, a ostale tri liste svega 127. Godine 1925. Mijo Stuparić, obrazloživši zauzetost svojim gospodarstvom i književnim radom, nije se kandidirao. U članku Koji se zastupnici HRSS ne kandidiraju i zašto? (Dom, br. 1/1925., str.3), Stjepan Radić komentira da je tomu drugi razlog, a taj je što su Stupariću toliko mrski beogradski vlastodršci pa mu se stoga ne ide u beogradsku Skupštinu. 
Koliki otpor to u njemu izaziva, pokazuje i to što od svojih dnevnica nije uzeo ni pare. I 1927. godine bio je nositelj pobjedničke HSS-ove liste koja se formirala u okviru Bjelovarsko-križevačkog okruga, pa je tako i 1928. godine očevidac atentata na hrvatske poslanike u Beogradu. 
Na poznatim petosvibanjskim izborima 1935. godine, lista Vlatka Mačeka, a kojoj je u kutinskom kraju na čelu Mijo Stuparić, dobiva od 5.638 glasača čak 4.822 glasa. U Velikoj Ludini od 427 odazvanih, 401 je za listu kojoj je nositelj Stuparić, a u Okolima samo četiri od 214 koji su pristupili izborima bila su protiv. U prijeratnim izborima godine 1938., Stuparić kao kandidat Udružene opozicije u kutinskom kraju od 6.821 dobiva čak 6.363 glasa. 